# Ménage à l'italienne
Pour plus de détails, voir Fiche technique et Distribution.
Ménage à l'italienne (Ménage all'italiana) est une comédie à l'italienne réalisée par Franco Indovina et sortie en 1965.

## Synopsis
S'inspirant d'un fait divers, voici l'histoire insolite de Carlo Valdesi qui épouse huit femmes l'une après l'autre, dans un enchaînements de mensonges, de tricheries, de faux documents et de disparitions appropriées. Certains souhaitent sa mort, d'autres le voient faire et le pardonnent tandis que d'autres encore cherchent à le dénoncer.

## Fiche technique
Sauf indication contraire, les informations mentionnées dans cette section peuvent être confirmées par la base de données cinématographiques IMDb,  présente dans la section « Liens externes ».
- Titre français : Ménage à l'italienne[1],[2]
- Titre original italien : Ménage all'italiana[3]
- Réalisation : Franco Indovina
- Scénario : Franco Indovina, Rodolfo Sonego
- Photographie : Otello Martelli
- Montage : Alberto Gallitti, Pasquale Romano
- Musique : Ennio Morricone
- Costumes : Giuliano Papi
- Production : Dino De Laurentiis
- Société de production : Dino de Laurentiis Cinematografica
- Pays de production :  Italie
- Langue de tournage : italien
- Format : Noir et blanc - Son mono - 35 mm
- Durée : 95 minutes (1 h 35)
- Genre : Comédie à l'italienne
- Dates de sortie :
  - Italie : 13 octobre 1965

## Distribution
- Ugo Tognazzi : Alfredo
- Monica Silwes : Ulla
- Dalida : Armida
- Anna Moffo : Giovanna
- Susanna Clemm : Erika
- Maria Capparelli : Carmelina
- Maria Grazia Buccella : Egle
- Tatiana Pavlova (it) :
- Romina Power : Stella
- Christiano Chisays
- Pina Borione (it)
- Gisa Geert (it) : La mère d'Erika
- Paola Borboni
- Rosalia Maggio : La mère de Stella
- Edoardo Arroyo : Momi
- Mavie Bardanzellu : Virginia
- Nando Angelini
- Aristide Caporale (it)
- Dino : Lui-même
- Gioia Pascal : Elle-même